# Linuxkernel

De Linuxkernel is beschikbaar op meerdere hardwareplatformen en wordt ondersteund door een veelheid aan vrije software en opensourcesoftware, maar ook commerciële software.

De Linuxkernel is de kernel (kern) van besturingssystemen uit de Linuxfamilie.

## Classificatie
De Linuxkernel wordt beschouwd als een monolithische kernel, hoewel delen van zijn functie via modules geladen worden. Deze modules voegen meestal extra hardwareondersteuning toe.

## Gebruikersperspectief
Voor de meeste gebruikers bevindt de kernel zich onder de spreekwoordelijke "motorkap": de gebruiker communiceert met de computer via een gebruikersinterface, van de onderliggende techniek merken veel gebruikers weinig. De kernel bevat de basisfaciliteiten van Linux, zoals stuurprogramma's (drivers) en systeemaanroepen zoals read() en write(). Deze veelgebruikte basisfuncties zijn nodig om programma's te kunnen schrijven zonder dat de softwareontwikkelaar zich zorgen hoeft te maken over details, bijvoorbeeld hoe een read()-actie (die invoer van een toetsenbord of ander invoerapparaat leest) werkt.
De kernel is gecompileerd en is dus een binair bestand. Omdat de Linuxkernel vrije software is (wat gepubliceerd is onder de voorwaarden van de GPL), is de broncode ervan vrij beschikbaar. Zo kan iedereen met de nodige expertise de kernel veranderen en de veranderde versie beschikbaar stellen voor anderen.
Dat dit laatste niet op noemenswaardige schaal gebeurt, wordt gezien als een bevestiging van de kwaliteiten van Linus Torvalds, de hoofdontwikkelaar, maintainer en leider van het project. In 1990 begon hij een terminalemulator te ontwikkelen, maar hij wilde meer functies en besefte even later dat hij in feite de kernel voor een besturingssysteem aan het schrijven was. Op 5 oktober 1991 maakte Torvalds de eerste release bekend met een usenetposting in de nieuwsgroep comp.os.minix.

## Versies
Binnen de versies van de Linuxkernel werd er tot voor kort onderscheid gemaakt tussen twee niveaus van ontwikkeling:
1. productiekernels of stabiele kernels, die geschikt zijn voor gebruik binnen een productieomgeving;
2. ontwikkelingskernels of onstabiele kernels, waarin nieuwe technieken worden uitgetest, en die niet altijd geschikt zijn voor dagelijks gebruik.

GNU/Linux-distributies zullen in het algemeen een productiekernel meeleveren. Deze stabiele versies worden ook na het uitkomen van nieuwere versies nog onderhouden (onderhoudsversie): fouten (bugs) en beveiligingsproblemen worden opgelost en voor nieuwe hardware worden drivers ontwikkeld.
Sinds versie 1.0.0 worden de versienummers gekenmerkt door drie getallen. Het eerste getal wordt gebruikt om zeer radicale veranderingen aan te geven. Als het tweede getal even is, betekent dat dat het gaat om een productiekernel; een oneven getal betekent dat het een ontwikkelingskernel is. Elke versie van de kernel wordt bovendien gevolgd door kleinere aanpassingen die fouten (bugs) oplossen. Dit patchlevel is herkenbaar aan het derde getal.
Bij de 2.6-serie werd dit systeem verlaten en wordt er geen onderscheid meer gemaakt tussen productie- en ontwikkelingskernels. Sinds kernel 2.6 wordt het versienummer aangegeven met 4 cijfers, waarbij het derde getal voor nieuwe functies en hardwareondersteuning staat en het vierde voor foutoplossingen.
Vanaf kernel 3.0.0 bestaat het versienummer weer uit drie getallen, waarbij het tweede getal voor nieuwe functies en hardwareondersteuning staat en het derde voor foutoplossingen. Verhoging van het eerste getal heeft geen speciale betekenis, en gebeurt wanneer Torvalds het tweede getal te hoog vindt worden.

## Linux-libre
Van elke Linuxkernel wordt door de Free Software Foundation een gestripte versie uitgebracht waaruit de niet-vrije onderdelen met behulp van een deblob-script verwijderd zijn. De gestripte versie van Linux wordt Linux-libre genoemd en wordt gebruikt voor de Linuxdistributies van het GNU/Linux-besturingssysteem van de FSF. Niet elke Linuxdistributie met het predicaat "GNU/Linux" draait op Linux-libre. Linux-libre kan niet op alle hardware draaien waar andere GNU/Linux-versies met de gewone Linuxkernel wel op draaien.

## Mascotte

Tux, een pinguïn, is de officiële Linuxmascotte

De Linuxmascotte is een pinguïn met de naam Tux, ontworpen door Larry Ewing in het beeldbewerkingsprogramma GIMP. 'Tux' kwam als winnaar naar voren na een in 1996 uitgeschreven wedstrijd voor een logo voor Linux (2.0 en later). Linus Torvalds vond dat het logo een pinguïn moest zijn.